# Istok (gmina Narew)
Istok – wieś w Polsce położona w województwie podlaskim, w powiecie hajnowskim, w gminie Narew.
Według Pierwszego Powszechnego Spisu Ludności, przeprowadzonego w 1921 r., wieś Istok liczyła 13 domów i zamieszkiwało ją 51 osób (28 kobiet i 23 mężczyzn). Wszyscy ówcześni mieszkańcy miejscowości zadeklarowali białoruską przynależność narodową oraz wyznanie prawosławne. W okresie międzywojennym wieś znajdowała się w gminie Pasynki.
W latach 1975–1998 miejscowość należała administracyjnie do województwa białostockiego.
Wieś w 2011 roku zamieszkiwało 36 osób.
Prawosławni mieszkańcy wsi należą do parafii Wniebowstąpienia Pańskiego w Klejnikach, a wierni kościoła rzymskokatolickiego do parafii Wniebowzięcia Najświętszej Maryi Panny i św. Stanisława Biskupa i Męczennika w Narwi.